# Župna crkva sv. Ivana Nepomuka u Lučkom
Župna crkva sv. Ivana Nepomuka katolička je crkva u Lučkom sagrađena 1772. godine. Sagrađena je na mjestu stare crkve koja je bila posvećena sv. Jurju Mučeniku i koja se prvi put spominje 1331. godine. Crkva je zaštićeno kulturno dobro Republike Hrvatske.

## Povijest
Godine 1756. ban Karlo Batthyány u Stupnik poslao je relikviju jezika sv. Ivana Nepomuka što je potaknulo izgradnju nove crkve. Izgradnja crkve započela je 1769., a dovršena je i blagoslovljena 30. kolovoza 1772. Crkva se gradila pod pokroviteljstvom plemenitih Pejačevića i grofova Erdődy.
Tijekom blagoslova crkve, bile su izložene relikvije sv. Ivana Nepomuka, koje su dopremljene iz Beča. Relikvije se i danas izlažu u crkvi na blagdan 16. svibnja.
Župna crkva ima visok zvonik koji je spojen na barokno oblikovano pročelje s tri ulaza. Na središnjem dijelu zvonika, u niši, postavljen je kameni kip sv. Ivana Nepomuka, a ispod bakrenoga krovišta nalazi se sat i nekoliko prozora. U samoj crkvi, u povišenu svetištu postavljen je barokni pozlaćeni oltar s ukrasnim stupovima, palom sv. Ivana Nepomuka, svetohraništem i kipovima svetaca u baroknom stilu. Masivni polustupovi podupiru visoka krovišta crkve.
Iako je crkva pretrpila oštećenja u potresu koji je pogodio Zagreb 2020., jaki stupovi su spriječili urušenje građevine. Tijekom 19., 20. i 21. stoljeća crkva je više puta je obnavljana.

## Galerija
- Pogled na crkvu
- Zvonik
- Svod
- Unutrašnjost crkve
- Unutrašnjost crkve
- Pogled na oltar
- Propovjedaonica
- Kor
- Vitraj i dekoracije